# Johannes Schulze (Theologe, 1786)

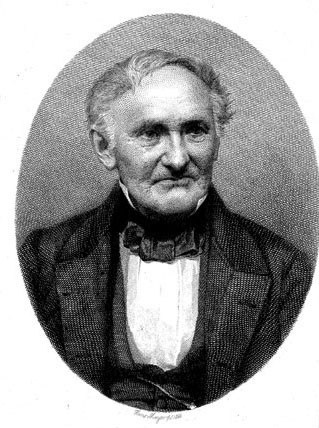
Johannes Schulze

Johannes Karl Hartwig Schulze, auch Schulz, Schultze (* 15. Januar 1786 in Brüel, Mecklenburg-Schwerin; † 20. Februar 1869 in Berlin) war ein preußischer Pädagoge und Kulturbeamter.

## Herkunft
Johannes Schulze wurde geboren als Sohn des Elbzollverwalters Johann Georg Schultze (1760–1796) aus Dömitz an der Elbe und dessen Ehefrau Hedwig Maria Sophia Lantzius (1764–1838), einer Tochter des Kaufmanns und Bürgermeisters von Brüel Carl Lantzius, und am 17. Januar 1786 in der Stadtkirche Brüel auf den Namen Johannes Hartwig Carl  getauft.

## Leben
Johannes Schulze besuchte die Stadtschule in Dömitz, danach die Domschule in Schwerin und schließlich die Schule zu Kloster Berge. 1805 verließ er die Klosterschule und studierte evangelische Theologie und Philologie in Halle bei Friedrich August Wolf und Friedrich Schleiermacher. Nach der Schließung der Universität durch Napoleon im Herbst 1806 ging Schulze nach Berlin und setzte danach seine Studien in Leipzig bei Gottfried Hermann und Gottfried Heinrich Schäfer fort. Im Sommer 1807 wurde er promoviert, im Frühjahr 1808 ging er nach Dresden, arbeitete dann kurz als Hauslehrer in Schlesien und wurde schließlich im Herbst 1808 Professor am Wilhelm-Ernst-Gymnasium in Weimar. Im Jahr 1812 – Schulze hatte inzwischen sowohl philologisch als Mitherausgeber der Werke Winckelmanns als auch vaterländisch als antinapoleonischer Prediger auf sich aufmerksam gemacht – berief ihn Dalberg ins Großherzogtum Frankfurt. Dort war Schulze 1812 Gründungsdirektor der ehemals reformierten, nun mit dem lutherischen Gymnasium fusionierten Hohen Landesschule in Hanau, die, konfessionsübergreifend, eine Modellschule für das Großherzogtum darstellte. 1813 war er Oberschulrat des Großherzogtums.
Im Frühjahr 1816 trat Schulze als Consistorial- und Schulrat in Koblenz in preußische Dienste. Im Juli 1818 wurde er auf Empfehlung Hardenbergs nach Berlin in das ein halbes Jahr zuvor gegründete Preußische Ministerium der geistlichen-, Unterrichts- und Medizinalangelegenheiten (Kultusministerium) unter Minister Karl vom Stein zum Altenstein berufen. Bereits im November 1818 wurde er dort zum Geheimen Oberregierungsrat und Vortragenden Rat ernannt. Seinen Zuständigkeitsbereich bildeten zunächst die preußischen Gymnasien, wo er zum Schöpfer des humanistischen, im 19. Jahrhundert von altsprachlichen und geisteswissenschaftlichen Fächern dominierten Abiturs wurde. Bald fiel zusätzlich auch das Universitätswesen, inklusive der Akademien, Bibliotheken und öffentlichen Sammlungen in seine Zuständigkeit. Diesen großen Wirkungskreis behielt er bis zum Tod des Ministers Altenstein im Jahr 1840. Unter dessen Nachfolger Eichhorn wurden seine Kompetenzen aber sukzessive auf den universitären Bereich eingeschränkt. Unter Ladenberg und Raumer war Schulze dann ab 1849 Direktor der Unterrichtsabteilung, seit 1852 mit dem Titel eines Wirklichen Geheimen Oberregierungsrats. Im Jahr 1858 wurde Schulze zum Mitglied der Leopoldina gewählt. Ende 1858 trat er auf eigenen Wunsch in den Ruhestand.
Seit 1819 war Schulze Anhänger Hegels, dessen Rat er auch in fachlichen Dingen einzuholen pflegte. Nach Hegels Tod sorgte Schulze für die Besetzung von Professuren mit Hegelianern. So verschaffte er 1833 dem jungen Hegelianer Karl Rosenkranz einen Ruf als ordentlicher Professor an die Universität Königsberg, und 1835 bewirkte er die Besetzung von Hegels vakanter Professur mit Georg Andreas Gabler und die gleichzeitige Schaffung einer ordentlichen Professur für Leopold von Henning. Mit Henning und Rosenkranz sowie Ludwig Boumann, Fritz Förster, Eduard Gans, Karl von Hegel, Heinrich Gustav Hotho, Philipp Marheineke und Karl Ludwig Michelet gehörte Schulze zum „Verein von Freunden des Verewigten“, die von 1832 bis 1845 die Vollständige Ausgabe von Hegels Werken herausgaben; Schulze selbst edierte in dieser Ausgabe 1832 Hegels Phänomenologie des Geistes.

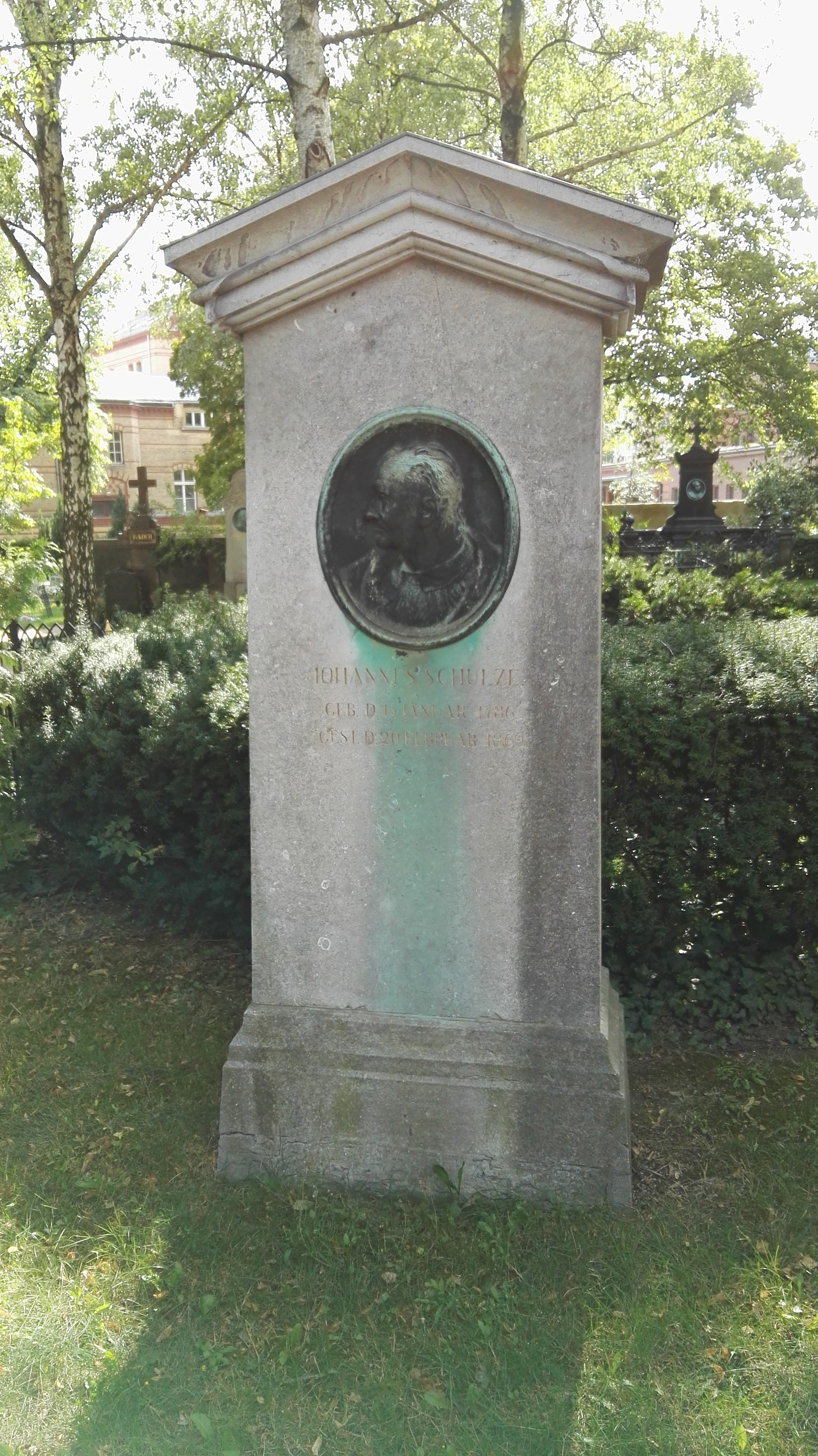
Grabstätte

Johannes Schulze ist auf dem Friedhof der Dorotheenstädtischen und Friedrichswerderschen Gemeinden in Berlin beigesetzt. Ein Großteil seines brieflichen Nachlasses befindet sich in der Biblioteka Jagiellońska in Krakau, da er sie für die Sammlung seines Freundes Karl August Varnhagen von Ense bestimmt hatte. Rund 300 an Schulze gerichtete Briefe erhielt Varnhagen bereits im Dezember 1846 als Geschenk, weitere überließ der Empfänger dessen Nichte Ludmilla Assing in Florenz, mit der er bis ins letzte Lebensjahr korrespondierte. Schulzes umfangreiche Büchersammlung wurde nach seinem Tod von der Bibliothek der Northwestern University, Evanston, Illinois (USA) erworben.
In der neueren Forschung wurde insbesondere von Bärbel Holtz und Wolfgang Neugebauer herausgearbeitet, dass Schulze nicht nur im Fach Philosophie, sondern fach- und fakultätsübergreifend über viele Jahre hinweg die maßgebliche Persönlichkeit bei der Neubesetzung der Professuren war. Oft habe er dabei – ähnlich wie sein späterer Nachfolger im Amt Friedrich Althoff (1839–1908) – Lehrstuhlneubesetzungen im Alleingang initiiert. Schulze kann mithin als eine der wichtigsten Persönlichkeiten in der Geschichte der preußischen Universitäten in der Mitte des 19. Jahrhunderts gelten.

## Familie
Er heiratete 1815 in Hanau Caroline Rössler (1784–1846), die Witwe des Kaufmanns Johann Boehm, sie brachte den Sohn Ludwig Boehm (1811–1869) mit in die Ehe. Das Paar hatte noch weiter fünf Kinder. darunter:
- Max (1820–1885), Jurist und Stadtgerichtsrat in Berlin.

## Schriften (Auswahl)
- Predigten. Reclam, Leipzig 1810.
- Über Iffland’s Spiel auf dem Weimarischen Hof-Theater im September 1810. Verlag des Landes-Industrie-Comptoirs, Weimar 1810.
- Über den standhaften Prinzen des Don Pedro Calderon. Verlag des Landes-Industrie-Comptoirs, Weimar 1811. (Digitalisat)
- Reden über die christliche Religion. Schimmelpfennig, Halle 1811.
- Zwei Schulreden. Hopf, Hanau 1813.

als Übersetzer
- Arrians Feldzüge Alexanders. 3. Band, Hermann, Frankfurt am Main 1813. (Band 1 und 2 übersetzt von August Christian Borheck.)

als Herausgeber
- mit Heinrich Meyer: Winckelmann’s Geschichte der Kunst des Alterthums. 4 Bände. Walthersche Hofbuchhandlung, Dresden 1809–1815.